# Novoternuvatka, Solone
Novoternuvatka (în ucraineană Новотернуватка) este un sat în comuna Prîvilne din raionul Solone, regiunea Dnipropetrovsk, Ucraina.

## Demografie
Componența lingvistică a localității Novoternuvatka
     Ucraineană (98,21%)
     Rusă (1,79%)
Conform recensământului din 2001, majoritatea populației localității Novoternuvatka era vorbitoare de ucraineană (98,21%), existând în minoritate și vorbitori de rusă (1,79%).